# Diuca
Diuca là một chi chim trong họ Thraupidae.